# Parc national de la chaîne Brisbane
Le parc national de la chaîne Brisbane (anglais : Brisbane Range Nattional Park) est un parc national situé au Victoria en Australie à 59 km  à l'ouest de Melbourne.
C'est une région de collines où l'on peut faire de la marche et ou l'on trouve des koalas et des wallabies.